# Jörg Peter Disse
 (août 2025).
Motif : manque de sources secondaires centrées sur le sujet
- Archive Wikiwix
- Bing
- Cairn
- DuckDuckGo
- E. Universalis
- Gallica
- Google
- G. Books
- G. News
- G. Scholar
- Persée
- Qwant
- (zh) Baidu
- (ru) Yandex
- (wd) trouver des œuvres sur Wikidata

| 1. | Préciser le motif de la pose du bandeau. | Précisez le motif de la pose du bandeau en utilisant la syntaxe suivante : {{admissibilité à vérifier\|date=août 2025\|motif=remplacez ce texte par le motif}}                        |
| 2. | Informer les utilisateurs concernés.     | Pensez à avertir le créateur de l'article, par exemple, en insérant le code ci-dessous sur sa page de discussion : {{subst:avertissement admissibilité à vérifier\|Jörg Peter Disse}} |

Jörg Peter Disse (né le 17 janvier 1959 à Hambourg) est un philosophe et théologien allemand.

## Biographie
Né en 1959, Disse a étudié la philosophie, la littérature allemande, la littérature anglaise et la théologie à Bâle, Genève, FU Berlin, Oxford, Fribourg et Strasbourg. Il a obtenu son doctorat en 1990 (Dr phil.) à  l'Université de Bâle et il a habilité en 1995 à l'Université de Lucerne (Dr theol. habil.). Disse était conférencier de philosophie et de théologie à la Pontificia Università Gregoriana, à l'Université de Lucerne et à l'Université de Metz. Depuis 2002, il est titulaire de la chaire de théologie fondamentale et de philosophie de la religion à la Theologische Fakultät de Fulda et, depuis 2003, professeur adjoint à la Philosophisch-Theologische Hochschule St. Georgen de Francfort-sur-le-Main, depuis 2014 à plusieurs reprises professeur invité à la Faculté de Philosophie de l'Institut Catholique de Toulouse. 

## Œuvre
Ses recherches portent sur la métaphysique, la philosophie de la psychologie et l'anthropologie (philosophique et théologique). L'accent est mis sur la question de l'homme (individu, conscience de soi, liberté, désir, angoisse, espérance) ainsi que sur le sens de l'existence humaine (religion, Dieu, foi). Dans son ouvrage Desiderium: Eine Philosophie des Verlangens, l'auteur se penche sur le principe anthropologique déjà formulé par Platon, Augustin ou Thomas d'Aquin, selon lequel tout désir est en fin de compte désir du bien suprême ou de Dieu, pour en faire une relecture critique à partir de la phénoménologie contemporaine, de la psychanalyse, de la psychologie empirique et des neurosciences. 

## Publications (sélection)
- (de) Jörg Disse, Kierkegaards Phänomenologie der Freiheitserfahrung (thèse de doctorat, Université de Bâle), Freiburg, Alber, 1991, 219 p. (ISBN 3-495-47715-2).
- (de) Jörg Disse, Metaphysik der Singularität. Eine Hinführung am Leitfaden der Philosophie Hans Urs von Balthasars (thèse d'habilitation, Université de Lucerne), Vienne, Passagen Verlag, 1996, 254 p. (ISBN 3-85165-194-4).
- (de) Jörg Disse, Kleine Geschichte der abendländischen Metaphysik. Von Platon bis Hegel, Darmstadt, Wissenschaftliche Buchgesellschaft, 2007, 3e éd., 311 p. (ISBN 978-3-89678-412-4 et 3-89678-412-9).
- (de) Jörg Disse, Glaube und Glaubenserkenntnis. Eine Studie aus bibeltheologischer und systematischer Sicht, Frankfurt am Main et Freiburg im Breisgau, Knecht, 2006, 276 p. (ISBN 3-7820-0890-1).
- (de) Jörg Disse, Desiderium. Eine Philosophie des Verlangens, Stuttgart, Kohlhammer, 2016, 322 p. (ISBN 978-3-17-031473-3).
- Jörg Disse, « Espérance et individu chez Ernst Bloch », Revue de Théologie et de Philosophie, vol. 127,‎ 1995, p. 217-233.
- Jörg Disse, « Théisme et complémentarité », Revue de Théologie et de Philosophie, vol. 150,‎ 2018, p. 251-265.
- Jörg Disse, "Connaissance négative et conscience (de) soi", Sebastian Hüsch, Isabelle Koch, Philipp Thomas (éd.), Negative Knowledge, Tübingen, Narr Francke, 2020, p. 73-88.